# Micaria koeni
Micaria koeni är en spindelart som först beskrevs av Robert Bosmans 2000.  Micaria koeni ingår i släktet Micaria och familjen plattbuksspindlar. Inga underarter finns listade i Catalogue of Life.